# Bleptina pentheusalis
Bleptina pentheusalis är en fjärilsart som beskrevs av Walker 1858. Bleptina pentheusalis ingår i släktet Bleptina och familjen nattflyn. Inga underarter finns listade i Catalogue of Life.